# Аблец, Исаак Михайлович
Исаа́к Миха́йлович А́блец (1778—1829) — русский артист балета, балетмейстер.

## Биография
В 1796 году окончил Петербургскую театральную школу (педагог И. И. Вальберх) и в том же году был принят фигурантом в петербургскую балетную труппу императорских театров. Был ярким характерным танцовщиком, одним из первых балетмейстеров, ставивших на балетной сцене русские народные пляски и танцы др. народов. Изучая народные пляски, сочинял сюжеты для балетов на фольклорном материале и участвовал в них как танцовщик. Разрабатывал жанр балета-дивертисмента на патриотические темы. В 1807 году командирован в Москву, где в 1809—1810 годах занимал должность балетмейстера московских театров. Им были поставлены дивертисменты «Семик, или Гуляние в Марьиной роще» С. И. Давыдова, «Подмосковная девушка», «Праздник донских казаков» и другие.; балет «Любовь к Отечеству» Кавоса и другие. Преподавал основы танца.